# ヨアンナ・パツァク
ヨアンナ・パツァク（Joanna Pacak、1996年6月9日 - ）は、ポーランドの女子バレーボール選手。ポーランド代表。

## 来歴

### クラブチーム
コンスキエ出身。2014年、PGE・グロット・ブドフラニ・ウッチへ入団。2015年、IŁ Capital Legionovia Legionowoへ移籍し、3年間プレーした。2018年6月、UNI Opoleへ移籍し、1年間プレーした。2019年、ŁKSコマースコン・ウッチへ移籍。3年間在籍し、2019/20シーズンのタウロンリーガではベストミドルブロッカー賞を受賞した。2022年9月、#VolleyWrocławへ移籍し、1年間プレーした。2023年、BKSスタル・ビェルスコ＝ビャワへ移籍し、2023/24シーズンのタウロンリーガで3位となり、ベストミドルブロッカー賞を受賞した。

### 代表チーム
2023年、シニア代表に初選出され、同年のネーションズリーグでは銅メダルを獲得した。同年のパリ五輪予選に出場した。

## 球歴
- ネーションズリーグ - 2023年、2024年
- オリンピック予選 - 2023年

## 受賞歴
- 2020年 - 2019/20タウロンリーガ ベストミドルブロッカー賞
- 2024年 - 2023/24タウロンリーガ ベストミドルブロッカー賞

## 所属クラブ
- PGE・グロット・ブドフラニ・ウッチ（2014-2015年）
- IŁ Capital Legionovia Legionowo（2015-2018年）
- UNI Opole（2018-2019年）
- ŁKSコマースコン・ウッチ（2019-2022年）
- #VolleyWrocław（2022-2023年）
- BKSスタル・ビェルスコ＝ビャワ（2023年-）